# Cedar Lake, Manitoba
Cedar Lake är en sjö i Manitoba i Kanada. Den har en yta på 1353 km², är drygt 60 kilometer lång och ligger 253 meter över havet.
Sjön är känd för förekomster av fossil från Kritaperioden. Den typ av bärnsten som hittats kallas för "Chemawinit" eller "Cedarit".
Cedar Lakes huvudsakliga inflöde är Saskatchewan River, som formar ett delta vid sjöns nordvästra del. Saskatchewan Rivers flöde till Winnipegsjön vid den östra änden av Cedar Lake, regleras av The Grand Rapids dam, byggd 1962, som också kontrollerar sjöns vattennivå.